# 유언 (진정열왕)
진정열왕 유언(眞定烈王 劉偃, ? ~ 기원전 72년)은 중국 전한의 황족 · 제후왕으로, 진정경왕 유평의 아들이다. 진정경왕 25년(기원전 90년)에 아버지가 죽자 그 뒤를 이어 진정왕이 되었고, 진정열왕 18년(기원전 72년)에 죽어 아들 진정효왕 유유가 뒤를 이었다.

## 가계
- 진정경왕 유평 (아버지)
  - 진정열왕 유언
    - 진정효왕 유유
    - 거향후 유선